# Jabez A. Bostwick
Jabez Abel Bostwick (ur. 23 września 1830, zm. 16 sierpnia 1892) – amerykański biznesmen, współzałożyciel Standard Oil Co.

## Życiorys
Urodził się w Delhi w stanie Nowy Jork. Gdy był chłopcem jego rodzina przeniosła się na farmę w stanie Ohio. Jako młody mężczyzna pracował w sklepie żelaznym, potem otworzył swój własny. Następnie był brokerem bawełnianym w Cincinnati, ale wkrótce przeprowadził się do Nowego Jorku i zajął się wydobyciem ropy naftowej poprzez założoną w 1866 roku firmę Tilford & Bostwick. Następnym krokiem było wykupienie udziałów drugiego partnera i wejście w 1871 roku w spółkę z Henrym Flaglerem i braćmi Johnem i Williamem, Rockefellerami. Jak pisze Ron Chernow było to ciche przejęcie firmy Tilford&Bostwick, która w stanie Nowy Jork była głównym odbiorcą nafty i posiadała znacznie rozbudowaną infrastrukturę łącznie z dużą rafinerią w Hunter's Point nad East River. W utworzonym później Standard Oil Trust, Jabez Bostwick objął stanowisko sekretarza-skarbnika.
Był także głównym udziałowcem oraz prezesem Kolei stanu Nowy Jork i Nowej Anglii oraz ważnym udziałowcem w kolei Housatonic (Housatonic Railroad), członkiem Nowojorskiej giełdy bawełnianej (New York Cotton Exchange) oraz wielu innych zarządów korporacji. Pomimo bogactwa jakie zgromadził, znany był ze swej skromności i wzorowego charakteru, będąc także członkiem Kościoła Baptystów. Swojego bogactwa używał w celu wspierania swojej parafii i różnych instytucji edukacyjnych takich jak Wake Forest College w Winston-Salem w Północnej Karolinie oraz Richmond College w Richmond w stanie Wirginia.
Zmarł w wyniku obrażeń jakich doznał podczas pożaru stajni w jego letniej rezydencji Friedheim, w Mamaroneck, hrabstwie Westchester, w stanie Nowy Jork. Podczas pożaru starał się uratować konie i powozy. Kiedy razem ze stajennymi próbował wypchnąć z powozowni dyliżans został najechany przez inny o wadze 2000/3000 funtów. Jego żona, Helen C. Bostwick w chwili śmierci 27 kwietnia 1920 pozostawiła majątek, który w rejestrze publicznym został wyceniony na 29 264 181 dolarów, włączając w to 20 milionów dolarów w akcjach Standard Oil.